# France Pari
 (juin 2013).
France Pari est un opérateur  français de paris sportifs en ligne, agréé par l'Autorité de régulation des jeux en ligne (ARJEL) depuis juin 2010. Son activité se répartit entre une offre de paris sportifs pour le grand public et la vente de son logiciel de paris en marque blanche à des opérateurs concurrents en France et à l'étranger.

## Histoire
France Pari a été créée en 2008 par Hervé Schlosser.
Dès son lancement, Alain Prost entre à hauteur de 2% au capital de France Pari,. Des personnalités telles que Frank Lebœuf, Fabien Pelous et Jean-Pierre Foucault prêtent leur image et leurs réseaux pour contribuer au lancement du site qui se positionne comme le spécialiste des paris sportifs mutuel en France.
Afin d'accompagner et d'accélérer le développement de l'entreprise, il a été constitué un Comité Stratégique dont les membres sont nommés par l'Assemblée Générale des Actionnaires pour une durée de trois ans. 
Les différentes personnalités membres de ce comité stratégique regroupent des compétences qui se trouvent à la conjonction des différents savoir-faire nécessaires au développement de l'entreprise : Thomas Schmider, Frank Lebœuf, Fabien Pelous, Alain Prost, Ludovic Le Moan, Yann-Olivier Drevillon, Hervé Digne, Jean-Pierre Foucault, Jean-Marie Dura.
En 2010, France Pari devient le sponsor du club de football RC Lens et du club de rugby RC Toulon.
En 2024, France Pari a été acquis par Olympic Entertainment Group, un acteur majeur du secteur des paris sportifs et des jeux de hasard en Europe, opérant à la fois dans les casinos terrestres et en ligne. Le Groupe exerce ses activités sur des marchés réglementés. Par la suite, le portail web de France Pari a été redirigé vers un nouveau domaine sous le nom du nouveau propriétaire.

## Produits et Services
France Pari propose 3 types de services homologués Arjel avec un système de paris à côtes mutuelles :
1. Un site en propre, proposant une offre multi-sport et multi-paris aux joueurs français.
2. Une offre co-branding pour intégrer l'expérience France Pari dans d'autres sites Web. France Pari fournit cette offre à de grands clubs sportifs (RC Lens, RC Toulon, ASNL), des fédérations (Fédération de Sport Automobile, Fédération Française de Boxe) et des groupes de médias (NRJ Mobile, Lafont Presse).
3. Une offre en marque blanche pour créer des sites de paris sportifs sur la plateforme France Pari. France Pari a signé un contrat de licence avec JOA, 3e groupe de casinos en France[8],[9].

### Offre de pari
France Pari articule son offre de paris autour de 3 axes :

- Les paris sportifs : le site propose une multitude de paris sur une vingtaine de sports représentant près de 20.000 matchs ou courses sportives chaque mois. Les plus grands rendez-vous sportifs, les évènements phares comme la Ligue des Champions, les 6 nations, les tournois ATP et WTA et la F1 sont présents sur le site pour permettre à nos joueurs de conjuguer passion du sport et gains tout en bénéficiant d'un programme de fidélité[10].
- Les grilles : France Pari est le seul site français à proposer des grilles sportives permettant de gagner, à partir de 0,50€ de mise, des cagnottes de plusieurs milliers d'euros chaque semaine.
- Les paris hippiques : depuis le 15 décembre 2011, comme toujours France Pari propose avec son offre de paris hippiques le meilleur du jeu en ligne ! Toutes les plus grandes courses sont présentes sur le site et les cotes proposées parmi les plus attractives du marché.